# José Molíns
Josep „Pep“ Molins i Montes (* 17. Februar  1933 in Sabadell, Katalonien; † 2. März 2023) war ein spanischer Mittel- und Langstreckenläufer. Er nahm an den Olympischen Sommerspielen 1960 teil.

## Leben
Molíns begann als Jugendlicher in seiner Geburtsstadt bei Joventut Atlética Sabadell mit dem Laufsport. Später war er für die Leichtathletikabteilungen von RCD Espanyol, des FC Barcelona und CN Barcelona aktiv. Zwischen 1955 und 1965 gewann er 17 katalanische Meisterschaften über verschiedene Distanzen und war 1958 sowie 1960 spanischer Meister über 5000 Meter.
Bei den Olympischen Spielen 1960 in Rom belegte er in der Zeit von 14:31,2 min den 9. Platz seines Vorlaufs über 5000 Meter und verpasste das Finale.